# Вадим (поэма)
«Вадим» — неоконченная поэма русского писателя и поэта Александра Сергеевича Пушкина. Написана в 1822. Сохранилась лишь первая песнь.

## История создания
В основу произведение положено легендарное предание о новгородце Вадиме, поднявшем восстание против Рюрика.
С конца XVIII века, образ Вадима, как защитника политической свободы, был популярен в литературе, особенно после трагедии Княжнина Я. Б. «Вадим Новгородский». К этой теме также обращался В. Ф. Раевский, друг Пушкина.

## Публикация
Сначала был напечатан лишь отрывок поэмы в альманахе «Памятник отечественных муз» на 1827 год без ведома Пушкина. Затем Пушкин напечатал более обширное извлечение из поэмы в «Московском вестнике» № XVII, 1827 года.

## Сюжет
Ночь. На челне плывут старик-рыбак, сидящий за веслами, и юноша, сосредоточенно смотревший на берег. Юноша крикнул старику, чтобы он причаливал, а сам нетерпеливо прыгнул в воду и самостоятельно доплыл, пока старик свой челн пригонял и привязывал у подошв двух ив. На берегу они разводят костёр.
Златоволосый юноша, сложив руки на груди, задумчиво сидел с нахмуренным лицом, потупя голубые глаза. Одет он был в одежду славянина, а на бедре у него висел славянский меч. Уже начало светать, как юноша уснул, и снятся ему его уже погибшие товарищи, Великий Новгород, знакомый терем, с виду кажущийся запущенным. Он быстро входит и подходит к светлице. Входит и видит в постеле, под покровом, лежит мертвая девица. Приподняв покров, он издал слабый стон сквозь сон, узнав в ней в свою любимую, с обнаженной раной на груди. Он восклицает, кто мог такое сотворить и слышит голос, говорящий ему, что он виновник.
Старик был одет в косматую рубищу, а его немеющие руки, простёртые к костру, согбенные кости и тощий лик выдавали его возраст. Согретый костром, он уснул. Во сне, он рыбачил на реке, как вдруг появилась туча, раздался гром, вода под челном начала кипеть. Испуганный он пытался направить свой челн к берегу, но тот треснул и разошелся пополам, и старик начал тонуть.
Старик проснулся и обнаружил наступавшее утро. Юноша ещё спал. Сквозь сон стонал, обняв камень. Старик осторожно разбудил юношу, толкнув его ногой. Юноша проснулся и встал, обнаружив солнечный восход. В благодарность старику за перевозку, юноша протянул злато, но старик отказался и благословив его дальнейший путь. Потом старик спустился к челну, отвязал и отчалился от берега, ещё долго наблюдая за берегом и лесом, куда уже быстрыми шагами уходил юноша.

## Планы произведения
К этому же времени относится замысел трагедии, дошедший до нас только в виде нескольких начальных стихов и нескольких планов, в которых трудно различить относящиеся к поэме или к трагедии. Все они представлены ниже:
1. Вадим влюблен. Рогнеда, дочь Гостомысла, она невестка Громвала-славянина. Рюрика. Вадим и его шайка таятся близ могилы Гостомысла. Вадим был во дворце и в городе — и назначил свиданье Рогнеде. Ты знаешь Громвала — зарежь его. Рогнеда, раскаянье ее, воспоминанья, является Вадим. Рогнеда, Рюрик и Громвал, Рюрик и Громвал — презрение к народу самовластия. Громвал его защищает. Вадим в Новгороде на вече. Вестник — толки — Рюрик! Рогнеда открывает заговор — бунт — бой — Вадим перед Рюриком. Вадим и Громвал, свидание, друзья детства.
2. Вадим — в мрачную ночь сокрытый у могилы Гостомысла.
3. Славен оснует город Славянск. Вандал, сын его; Гардорик и Гунигар, завоеватели. Избор, Столпосвят и Владимир, женатый на Адвинде, сыновья его. Буривой, сын Владимира, отец Гостомысла. Карамзин. Том 2, стр. 158. Путешествие Даниила в Иерусалим при царствовании Святополка (Мономах, половцы).
4. Вечер, русский берег — ладья — рыбак — Вадим — не спит — он утром засыпает — рыбак хочет его убить — Вадим видит во сне Новгород, набеги, Гостомысла — Рюрика и Рогнеду — вновь идет к Новгороду — (Нева). Могила Гостомысла, он находит там друга. I сцена трагедии. — Заговорщики собираются — клянутся умереть за свободу Новгорода. Тризна. Обряды. Вадим назначает свиданье Рогнеде. Свадебный пир. Рюрик выдает свою дочь за Стемида — искусного полководца — гости садятся за столы, скатерти — невеста видит — Вадим в числе гостей. Пьют здоровье Рюрика, братьев, жениха и невесты, варягов. Вадим не пьет — почему. Пьет здоровье верных граждан и новгородцев.